# Leander (Schiff, 1933)
Die HMNZS Leander war ein neuseeländischer Leichter Kreuzer der Leander-Klasse im Zweiten Weltkrieg. Im Juli 1931 kam die HMS Leander als Typschiff der ersten nach dem Ersten Weltkrieg für die Royal Navy entwickelten Klasse Leichter Kreuzer in Dienst. HMS Leander kam 1937 als zweites Schiff dieser Klasse zur New Zealand Division der Royal Navy, aus der am 1. Oktober 1941 die Royal New Zealand Navy entstand. Im Juli 1943 wurde der Kreuzer im Pazifik in der Schlacht bei Kolombangara schwer beschädigt. Die Reparatur des Kreuzers sollte auf dem US Navy Dockyard in Boston erfolgen, wo er Weihnachten 1943 eintraf. Die Überholung in den USA wurde erst im August 1945 abgeschlossen.
Die an die Royal Navy zurückgegebene Leander wurde vom September 1946 bis zum Dezember 1947 bei der Mediterranean Fleet eingesetzt und war am 2. Zwischenfall im Korfu-Kanal beteiligt. Nach der Rückkehr nach Chatham wurde der Kreuzer außer Dienst gestellt und der Reserve zugeteilt. Er wurde 1949 zum Abbruch verkauft, der ab Januar 1950 in Blyth erfolgte.

## Vor dem Krieg
Die Leander lief am 24. September 1931 in Devonport vom Stapel und wurde am 24. März 1933 als HMS Leander in Dienst gestellt. Im März 1933 kam der Kreuzer zum 2. Kreuzergeschwader und wurde nach dem Ausscheiden der Schweren Kreuzer Flaggschiff des Geschwaders. Zu diesem traten bis zum Februar 1934 auch die Schwesterschiffe Achilles, Orion und Neptune.

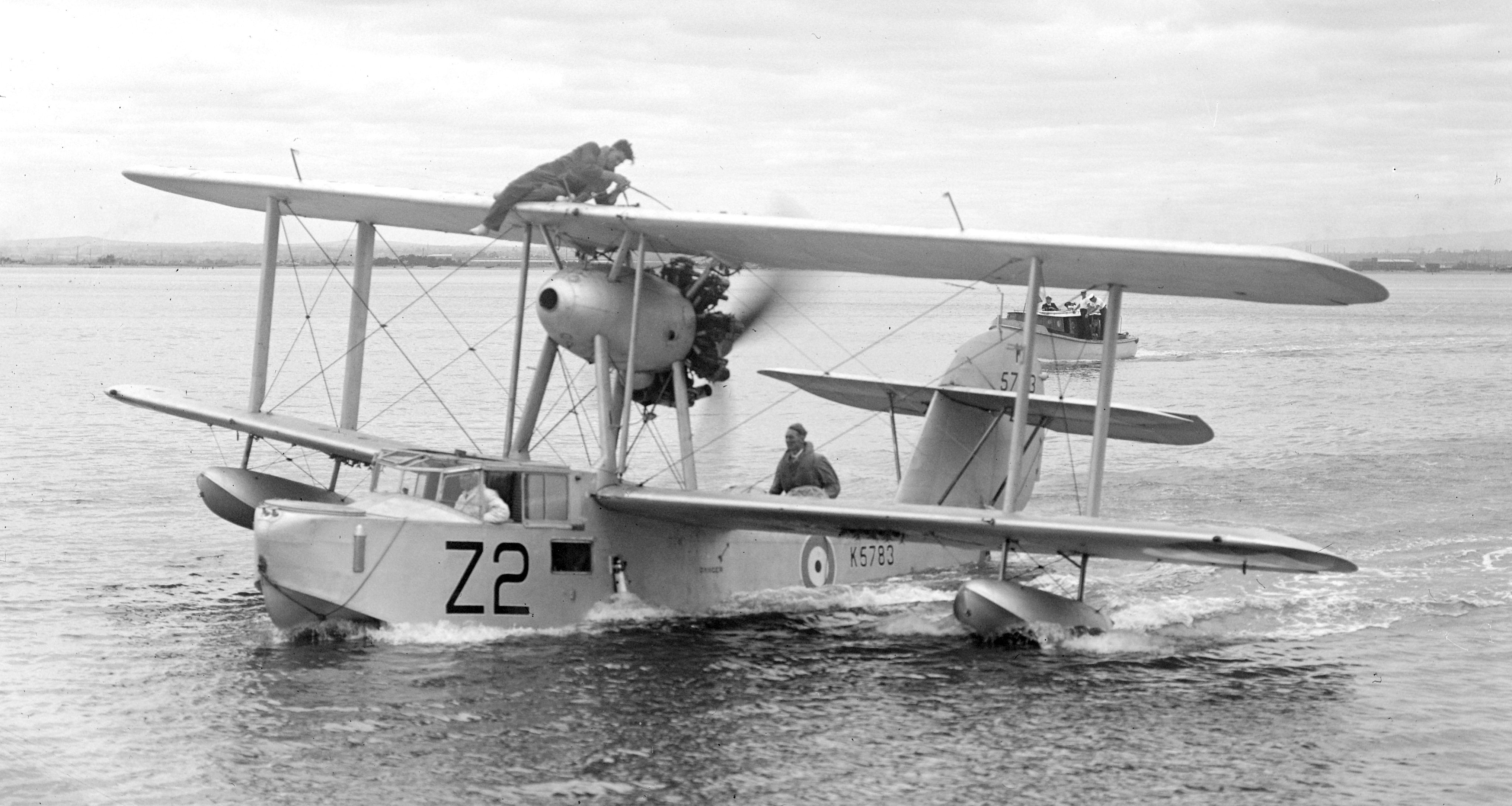
Eine Walrus der Leander

Obwohl der Kreuzer 1936 für den Dienst in der New Zealand Division vorgesehen war, blieb die Leander wegen des Spanischen Bürgerkriegs vorerst in Europa. Im April 1937 wurde die Leander der New Zealand Division als zweiter Kreuzer zugeteilt. Da das Neuseeland bereits zugeteilte Schwesterschiff Achilles als Bordflugzeug bereits eine Supermarine Walrus erhalten hatte, tauschte Leander seine bislang genutzten Hawker Ospreys gegen eines der kleinen Flugboote für die Überführung ins neue Stationsgebiet.
Der Kreuzer nahm im Mai 1937 noch am Coronation Review 1937 für König Georg VI. teil, ehe er durch den Panamakanal und den Pazifik nach Neuseeland verlegte. Auf der Überführungsreise besuchte der Kreuzer noch die Inseln Henderson, Oeno und Ducie, die aus der Luft erforscht wurden. Auf den drei Eilanden wurde eine britische Flagge aufgestellt und eine Platte mit der Inschrift „This island belongs to H.B.M. King George VI.“ angebracht. Am 18. August 1937 traf der zweite Kreuzer der New Zealand Division in Auckland ein; die Kreuzer waren die größten Einheiten der Division und ersetzten die dort seit Mitte der zwanziger Jahre eingesetzten Kreuzer HMS's Diomede und Dunedin. Der neue Kreuzer auf der Station besuchte viele neuseeländische Häfen und nahm an etlichen Manövern teil. Noch vor dem Kriegsausbruch in Europa verließ der Kreuzer wegen des drohenden Kriegsausbruch Auckland, um eine kleine Garnison nach Fanning Island, heute Tabuaeran, zu bringen, die das Transpazifikkabel schützen und eine Unterbrechung wie 1914 durch die Nürnberg verhindern sollte.

## Zweiter Weltkrieg
Zu Beginn des Zweiten Weltkriegs diente die Leander im Pazifik und im Indischen Ozean, während ihr Schwesterschiff Achilles über den Panamakanal und die Karibik in den Atlantik verlegt, wo sie an der Schlacht vor dem La Plata und der Ausschaltung der Admiral Graf Spee beteiligt war.
Im Januar 1940 sicherte die Leander den Transport des ersten Kontingents der NZ Army Richtung Europa. Am 23. Februar nahm der Kreuzer in Auckland am Empfang des am La Plata beschädigten Schwesterschiffs Achilles teil. Ab dem 2. Mai gehörte Leander zur Sicherung des zweiten großen Truppentransports Richtung Europa, zu dem auch die restlichen Truppen der 1st NZ Army Division gehörten. Über Sydney und Fremantle blieb der Kreuzer bis nahe Ceylon beim Konvoi US 2 / US3. Nach Anlaufen von Colombo, wo der Kreuzer 10 Tage blieb, wurde er zum Mittelmeer befohlen; mit kurzem Stop in Aden, erreichte der Kreuzer am 26. Alexandria und wurde der 7th Cruiser Squadron zugeteilt. Schon am 31. wurde die Leander der East Indies Squadron zugeteilt und verlegte nach Port Sudan zur Red Sea Force. Am 8. Juni stoppte der Kreuzer die italienische Umbria (ex Bahía Blanca), die von der Sloop Grimsby beschattet worden war. Der italienischen Besatzung gelang es, mit einer vorgeblichen Rettungsübung den Militär-Transporter nahe Port Sudan am 11. selbst zu versenken, da sie früher vom Kriegsbeitritt Italiens erfuhr als die britischen Einheiten. Der Kreuzer verlegte dann nach Aden; die britischen und Commonwealth-Einheiten dort konzentrierten sich auf die Jagd nach italienischen U-Booten.
Am 23. suchte Leander mit den Zerstörern Kandahar, Kimberley und Kingston  ein U-Boot. Die Evangelista Torricelli wurde zum Auftauchen gezwungen und es kam zu einem Gefecht mit den britischen Zerstörern und der Sloop Shoreham. Das U-Boot versenkte sich vor den sie jagenden Briten schließlich selbst. Ein Treffer der Torricelli führte zum Untergang der Kandahar.
Neben den U-Booten versuchen die Italiener, die ihre Kolonien passierenden Konvois auch mit Flugzeugen anzugreifen, von denen Leander welche abschießen konnte. Im Juli und August 1940 kamen dort auch die australische Halbschwester Hobart und die australischen Sloops Yarra und Parramatta sowie ab September die Auckland zum Einsatz. Bei der Sicherung des Konvois BN7 von 32 Transportern zusammen mit Kimberley, Auckland, Yarra und Indus kam es nach Luftangriffen am 20. am 21. zum Angriff der italienischen Zerstörer Leone, Francesco Nullo, Pantera und Nazario Sauro auf den Konvoi.
Kimberley wurde durch einen Treffer außer Gefecht gesetzt und musste von der Leander wieder zum Konvoi geschleppt werden, wo die Kingston das weitere Abschleppen ihres Schwesterschiffes übernahm. Im November sicherte Leander noch die folgenden Konvois BN8 und BN9 bevor sie am 26. für diese Aufgabe durch die australische Halbschwester Hobart abgelöst wurde. Wieder den britischen Seestreitkräften im Indischen Ozean zugeteilt, beschoss der Kreuzer noch ein italienisches Ziel in Somalia, um dann im Dezember routinemäßig in Bombay zu docken.
Ab dem 28. Dezember 1940 begleitete Leander einen Konvoi im Indischen Ozean auf dem Weg nach Aden und übernahm dort die Sicherung von Schiffen aus dem Mittelmeer nach Colombo, wo der Kreuzer am 21. Januar 1941 der 4th Cruiser Squadron zugeteilt wurde. Zu den Aufgaben des Geschwaders gehörte die Suche nach vermissten eigenen Handelsschiffen, die Suche nach feindlichen Handelsstörern und die Sicherung von Konvois im Einsatzgebiet. So begleitete der Kreuzer als Ablösung der australischen Canberra ab dem 10. Februar den Militärkonvoi US9 mit den Truppentransportern Aquitania, Mauretania und Nieuw Amsterdam und über 10.000 Soldaten an Bord von einer Position 150 sm südlich Ceylon nach Bombay. Ab dem 22. gehörte der Kreuzer dann zu den Einheiten, die das deutsche Panzerschiff Admiral Scheer suchten. Am 27. Februar 1941 versenkte er bei den Malediven den italienischen Hilfskreuzer RAMB I. Es konnten 113 Besatzungsmitglieder gerettet werden. Ab dem 4. März arbeiteten Leander, Canberra und eine Zeitlang auch der AMC City of Durban auf der Suche nach deutschen Einheiten zusammen. Durch ihre Bordflugzeuge entdeckten sie die aus Somalia kommende Coburg, die als Hilfsschiff dienen sollte, und den von den Deutschen gekaperten norwegischen Tanker Ketty Brovik. Beide Schiffe versenkten sich vor dem Eintreffen der Canberra selbst. Die beiden Kreuzer konnten nur noch die deutschen Besatzungen gefangen nehmen und fünf norwegische und etwa 30 Chinesen (Besatzung des Tankers) befreien. Am 23. März erbeutete Leander zwischen Mauritius und Madagaskar das Handelsschiff Charles L. D. des Vichy-Regimes, ein 1933 bei den A/B Götaverken in Göteborg entstandenes Motorschiff.
Ab dem 14. April kam die Leander im Persischen Golf zum Einsatz gegen den Iran, wo auch noch der alte Träger Hermes und der Leichte Kreuzer Emerald zum Einsatz kamen. Schon am 22. April wurde Leander vom Persischen Golf wieder abgezogen, um an der Suche nach dem deutschen Hilfskreuzer Pinguin südlich der Malediven teilzunehmen. Sie gehörte zu einer in Colombo stationierten Suchgruppe, zu der noch der alte Flugzeugträger Eagle und die Kreuzer Cornwall und Hawkins gehörten.
Die erheblichen Verluste und Ausfälle der Royal Navy im Kampf um Kreta führten zur Versetzung der Leander zur Mediterranean Fleet. Vom 23. Mai bis zum 4. Juni verlegte der Kreuzer von Colombo über Aden nach Alexandria. Dort gab der Kreuzer die Flugzeuganlage von Bord und an ihrer Stelle wurde ein 2 pdr pom-pom-Vierling der schwer beschädigt abgezogenen Liverpool montiert.
Am 13. Juni 1941 löste die Leander ihr Schwesterschiff Ajax im Einsatz gegen die Vichy-Franzosen in Syrien und im Libanon ab. Zusammen mit dem Kreuzer Phoebe und den Zerstörern Jackal, Janus, Kandahar und Kimberley erfolgte der erste Einsatz vor Sidon. Beim Einsatz am folgenden Tag nördlich Beirut mit Coventry und Zerstörern entdeckte die Briten zwei Zerstörer der Guépard-Klasse, die sich einem Gefecht mit den Briten entzogen. Leander war auch am folgenden Tag im Einsatz zur Unterstützung des Vormarsches der britischen Truppen an Land. Am 22. versuchte der Kreuzer mit der Naiad und den Zerstörern Jaguar und Kingston die Vichy-Zerstörer Guépard und Valmy zustellen, was aber nicht gelang; der Kreuzer wurde aber durch ein fehlerhaftes eigenes Geschoss leicht beschädigt. Nach weiteren Unterstützungseinsätzen für den Vormarsch der Bodentruppen wurden Leander und Coventry am 26. von Perth und Carlisle abgelöst und liefen zurück nach Alexandria.
Nach einer kurzen Einsatzpause war der Kreuzer ab dem 19. Juli vorrangig als Transporter mit der Neuverteilung des alliierten Army- und Air-Force-Personals zwischen Ägypten. Palestina und Zypern im Einsatz. Diese Einsätze erfolgten bis zum 26. mit verschiedenen Zerstörern und Sloops, aber auch mal mit den Schwesterschiffen Neptune oder Ajax. Am 31. Juli 1941 verließ die Leander dann Port Said mit neuseeländischen Freiwilligen nach Ableistung ihrer Dienstzeit als Passagieren, um über Colombo nach Neuseeland zurückzukehren. Die Leander kam im August noch zu einer gründlichen Inspektion in Colombo ins Dock und setzte dann den Marsch in die Heimat´über Fremantle und Sydney fort. Zusammen mit dem Truppentransporter Aquitania erreichte der Kreuzer am 8. September 1941 Auckland. Auf der dortigen Marinewerft begann am 12. eine Grundüberholung des Kreuzers. Dabei wurde die Vorrichtungen für den Einsatz eines Bordflugzeuges entfernt und die leichte Flak-Bewaffnung modernisiert und verstärkt. Am 1. Oktober entstand dann die Royal New Zealand Navy und der in Reparatur befindliche Kreuzer wurde HMNZS Leander.

### Einsätze als HMNZSLeander
Am 8. November 1941 war der Kreuzer wieder einsatzbereit und zwei Fahrten als Sicherung von Handelsschiffen bis zum Äquator schossen die Überholung ab. Im Dezember folgte die Sicherung zweier Militärtransporte nach Suva.
Ab Februar 1942 bildete Leander mit dem Schwesterschiff Achilles und australischen und amerikanischen Schiffen in Suva einen weiteren Teil der sogenannten Anzac Naval Force. Die Kreuzer transportierten Truppen und Unterstützungseinheiten, um einige Inseln zu Basen für künftige Feldzüge herzurichten. Nach dem Sieg der Amerikaner im Juni 1942 in der Seeschlacht von Midway und den hohen Verlusten der japanischen Trägerflotte, verbesserte sich die Lage der Alliierten. Anfangs ein Randbereich des Krieges änderte sich diese Situation, als im August 1942 US Marines auf Guadalcanal in den Salomon-Inseln landeten. Die bis zum Februar 1943 andauernde Schlacht um Guadalcanal wurde der Schwerpunkt des Kampfes gegen Japan und die alliierten Marinen erlitten hohe Verluste und lange Ausfallzeiten. Die neuseeländischen Kreuzer waren meist mit mehr rückwärtigen Aufgaben betraut.
Während Achilles vor New Georgia mit US-amerikanischen Kräften operierte, wurde der Kreuzer am 5. Januar 1943 von einer Bombe am Turm X getroffen und fiel wegen der notwendigen Reparaturen bis Mai 1943 aus. Nachdem Anfang Juli 1943 die Helena in der Schlacht im Kula-Golf ausgefallen war, wurde die Leander der amerikanischen TF 18 vor Savo Island zugeteilt, die mit den Kreuzern Honolulu und St. Louis sowie zehn USN-Zerstörern japanische Versorgungsfahrten zu den verbliebenen japanischen Stützpunkten unterbinden sollte.

#### Schwer beschädigt im Kula-Golf
Am 13. Juli 1943 nahm die HMNZS Leander als Teil der Task Group 36.1 unter Rear Admiral Walden Lee Ainsworth an der Schlacht bei Kolombangara teil. Die Japaner waren auf einen Zusammenstoß mit einem alliierten Verband länger vorbereitet als diese, da sie früher erkannten, von Radargeräten erfasst zu sein, als deren Nutzern ein verwertbares Ergebnis vorlag. Die japanischen Zerstörer schossen eine Torpedosalve und drehten dann ab. Nur der japanische Leichte Kreuzer Jintsū hielt weiter auf den alliierten Verband zu und wurde dabei versenkt. Von der ersten japanischen Torpedosalve wurde nur die Leander schwer getroffen und konnte nicht weiter eingesetzt werden. Auf der mittschiffs von einem 610 mm-Torpedo getroffenen Leander starben 27 Mann, weitere 15 wurden verwundet (drei sehr schwer).
Die beiden Fletcher-Zerstörer Radford und Jenkins sicherten den Rückzug der Leander. Es gelang der Leander schließlich, einen der drei Kessel wieder in Gang zu bringen und über Tulagi bis zum 29. Juli nach Auckland zurückzukehren.
Auch die beiden US-Kreuzer wurden bei der Verfolgung der japanischen Zerstörer noch von Torpedos in den Vorschiffen getroffen und schwer beschädigt und die Gwin der Gleaves-Klasse wurde durch Torpedotreffer versenkt.
Die Schäden auf der Leander waren so schwer, dass sie nicht in Neuseeland repariert werden konnten. Der Kreuzer wurde schließlich in den USA instand gesetzt. Vom 25. November bis zum 23. Dezember 1943 wurde die Leander nach Boston verlegt. Nach dem Ausfall beider Kreuzer übernahm die RNZN am 22. September 1943 die seit 14 Monaten im Dienst der Royal Navy befindliche HMS Gambia der Crown-Colony-Klasse.
Am 8. Mai 1944 wurde der noch in der US-Werft befindliche Kreuzer wieder der Royal Navy übertragen. Viele ehemalige Besatzungsangehörige des Kreuzers wurden zur Achilles versetzt, als diese nach Reparatur im Mai 1944 wieder in den Dienst der RNZN kam. Die Reparatur in den USA führte zu einer Umbewaffnung des Kreuzers. Der schwer beschädigte obere hintere 152-mm-Zwillingsturm wurde entfernt und durch zwei radargesteuerte 40-mm-Zwillingsgechütze ersetzt. Fünf der 20-mm-Oerlikon-Maschinenkanonen wurden durch drei Zwillingskanonen des Typs ersetzt. Dazu kam noch eine neue Radarausrüstung.
Im September 1945 wurde der Kreuzer als HMS Leander wieder von der Royal Navy in Dienst genommen.

## Nach dem Krieg
Die Leander verließ Boston am 27. August 1945, übernahm in Montreal Teile der evakuierten britischen Goldreserven und traf im September in Rosyth ein.
Nach Anpassung auf britische Standards kam der Kreuzer im September 1946 in den Dienst der 1st Cruiser Squadron der Mediterranean Fleet. Beim Korfu-Kanal-Zwischenfall, der zu schweren Schäden an den Zerstörern Saumarez und Volage führte, blieben die Kreuzer Leander und Mauritius unbeschädigt.
Im Dezember 1947 kehrte die Leander nach Chatham (Kent) zurück und wurde der Reserve zugeordnet.
Der Kreuzer wurde im Dezember 1949 zur Verschrottung verkauft und ab Januar 1950 abgebrochen.

## Namensgeberin
Der Leander-Gletscher in der Antarktis ist nach dem Schiff benannt.